# Meredith Monk
Meredith Jane Monk (New York, 20 novembre 1942) è una compositrice, cantante, regista, coreografa e ballerina statunitense.

## Biografia

### L'infanzia e le origini
Meredith Monk è nata il 20 novembre 1942 da Audrey Lois (Zellman) Monk e Theodore Glenn Monk a New York. Sua madre, cantante professionista conosciuta con il nome di scena di Audrey Marsh, era anch'essa figlia di musicisti professionisti: il baritono basso russo Joseph B. Zellman, e Rose (Kornicker) Zellman, una pianista di origine ebreo-tedesche di Filadelfia. Ha una sorella di nome Tracy, nata nel 1948. In un opuscolo del programma per la sua commedia Education of the Girlchild, ha indicato come suo luogo di nascita Lima, dove sua madre era in tournée, definendosi una "ebrea inca". Questo falso luogo di nascita è stato occasionalmente adottato anche nelle pubblicazioni.
All'età di tre anni le è stato diagnosticato lo strabismo ed è stata assegnata da sua madre a un programma di Ritmica Dalcroze, una tecnica che unisce musica e movimento. Secondo la sua testimonianza, il programma "ha influenzato tutto ciò che ho fatto. È il motivo per cui la danza, il movimento e le riprese sono così cruciali per la mia musica. È il motivo per il quale vedo la musica in modo così visivo."

### Carriera
Fin dagli anni sessanta, Meredith Monk ha messo in scena lavori multidisciplinari che abbracciano musica, teatro e danza:
(Meredith Monk)
Meredith Monk è conosciuta soprattutto per le sue innovazioni nell'uso del canto, arricchito da una vasta serie di tecniche da lei sviluppate innanzitutto nelle sue performance soliste, prima di formare un proprio ensemble. Nel dicembre 1961 è apparsa all'Actor's Playhouse del Greenwich Village di New York come ballerina di una produzione teatrale off-Broadway, una versione musicale per bambini del Canto di Natale di Charles Dickens, intitolata Scrooge (musica e parole di Norman Curtis; coreografia e direzione di Patricia Taylor Curtis). Nel 1964, si è diplomata al Sarah Lawrence College, dove ha seguito gli insegnamenti di Bessie Schönberg, coreografa e ballerina tedesco-americana. Nel 1968 ha fondato The House, una compagnia dedicata all'approccio interdisciplinare alla performance teatrale.
Le sue performance hanno influenzato molti artisti, tra cui Bruce Nauman, che ha avuto modo di conoscere i suoi lavori nel 1968 a San Francisco. Nel 1978 ha formato la Meredith Monk and Vocal Ensemble (sulla falsariga di ensemble quali quelli di Steve Reich e Philip Glass), al fine di esplorare nuovi e più ampi scenari nell'uso della voce, sottolineati dal contrasto con minimali tessiture musicali. A questo periodo appartiene Dolmen Music (1980-1981), inciso dall'etichetta ECM e composto per tre voci femminili, tre maschili, violoncello e percussioni. Il titolo della composizione si riferisce al sito megalitico di La Roche-aux-Fées in Bretagna, che Meredith Monk e il suo ensemble avevano visitato nel 1977. Nell'esecuzione dell'opera, i cantanti si dispongono seduti uno di fronte all'altro in un cerchio di pietre. Come quasi tutte le sue composizioni, la musica non è stata creata su carta o al pianoforte, ma come improvvisazione durante le prove.
Nel 1976 si è tenuta la premiere di Quarry, un'opera in tre movimenti, composta e diretta da Meredith Monk. La trama di Quarry racconta di un bambino costretto a letto durante la seconda guerra mondiale, la cui malattia è metafora per un mondo in guerra. Dell'opera esiste anche una versione cinematografica, girata in 16mm presso la Brooklyn Academy of Music nel gennaio 1977. Questa versione è stata diretta da Amram Nowak e include l'omonimo corto del 1975 diretto dalla Monk stessa, che supervisionò anche la nuova versione.
Negli anni Ottanta ha scritto e diretto due film, Ellis Island (1982)  e Book of Days (1988); il primo è stato trasmesso su PBS ed ha vinto un CINE (Council on International Nontheatrical Events) Golden Eagle Award ed il premio speciale della giuria all'Atlanta Film Festival e al San Francisco Film Festival, mentre il secondo è stato proiettato al New York Film Festival e scelto per la Whitney Biennial.
Nei primi anni novanta ha composto Atlas, un'opera teatrale in tre atti, per la quale ha scritto anche il libretto e creato le coreografie. L'opera è stata ideata per 18 voci e una piccola orchestra che include una ciaramella e un'armonica a bicchieri. La première dell'opera si è svolta a Houston nel 1991.
Meredith Monk ha anche scritto opere per complessi strumentali e orchestre sinfoniche. Il suo primo lavoro sinfonico è stato Possibile Sky (2003), seguito da Stringsongs, per quartetto d'archi, che le è stato commissionato dal Kronos Quartet.
Nel 2005 sono stati organizzati eventi in tutto il mondo per celebrare i quarant'anni della sua carriera, compreso un concerto alla Carnegie Hall in cui si sono esibiti Bjork, Terry Riley, Dj Spooky (che ha campionato Meredith Monk nel suo album Drums of Death), Ursula Oppens, Bruce Brubaker, John Zorn, e i nuovi complessi Alarm Will Sound e Bang on a Can All-Stars, insieme alla Pacific Mozart Ensemble. Meredith Monk è stata compositrice in residenza alla Carnegie Hall fino al 2015.
Nel novembre 2022, in occasione del suo ottantesimo compleanno, ECM ha rilasciato il cofanetto The Recordings, contenente i 13 CD incisi dalla musicista per l'etichetta. Questo contiene anche il testo autobiografico The Soul's Messenger, insieme a foto e trascrizioni di interviste.

## Stile musicale
Meredith Monk viene considerata prima di tutto una cantante. Ha una voce da soprano descritta come "trasparente". Le sue opere sono particolarmente note per l'uso di tecniche vocali estese, come il canto armonico e la presenza di sussurri, grida, grugniti e singhiozzi.
Talvolta viene ricollegata alla corrente compositiva minimalista, per via dell'uso della ripetizione di elementi musicali, ma lei stessa rifiuta di essere definita come una musicista di tale movimento. A detta di lei stessa, la differenza rispetto alle opere di Steve Reich o Philip Glass sta nel fatto che nelle sue opere la ripetizione non è usata come struttura, ma piuttosto come accompagnamento e "trampolino"  per la voce. D'altra parte, riconosce di aver ascoltato e ammirato le opere di Steve Reich, Charlemagne Palestine e La Monte Young. Un'esecuzione dell'opera The Tortoise, His Dreams and Journeys di La Monte Young, a cui ha assistito nel 1966, l'ha particolarmente segnata e allietata.
In alcune interviste, Meredith Monk ha dichiarato che le opere musicali che per prime hanno significato veramente qualcosa per lei sono state La sagra della primavera (1913) di Stravinskij e Nature Boy (1948) di Nat King Cole. Inoltre dichiara che fra la sua musica preferita vi è quella brasiliana, specialmente Caetano Veloso, la musica di Mildred Bailey e l'opera di Béla Bartók per pianoforte Mikrokosmos.

## Teatro e coreografia
Meredith Monk ha fatto parte del collettivo del Judson Dance Theatre, formato a New York nel 1962 da alcuni danzatori che avevano partecipato sia ai laboratori di Anna Halprin sia a quelli guidati dal musicista Robert Ellis Dunn presso lo studio del coreografo Merce Cunningham, e si è esibita al fianco di Yvonne Rainer, Trisha Brown, Phoebe Neville e Kenneth King in alcune performances d'avanguardia. Il collettivo del Judson, pur essendo durato solo quattro anni (fino al 1966), ha dato vita alla post-modern dance, basata sull'esplorazione naturale del movimento umano. La sua carriera come coreografa è quindi legata a creazioni di spettacoli teatrali e musicali che includono movimenti danzati. Nelle opere ideate all'interno del suo collettivo The House la creazione delle coreografie è stata inizialmente influenzata dalle sue letture filosofiche e dal misticismo orientale.
Secondo George Dorris, la gestualità nel teatro di Meredith Monk può derivare da movimenti familiari, ma è selezionata, rallentata, astratta, a volte inquadrata, in modo che i personaggi sembrino archetipi.

## Riconoscimenti
Meredith Monk ha vinto numerosi premi, fra cui un MacArthur Fellows Program e un Creative Capital Award per le arti dello spettacolo. È stata affiliata sei volte (1987, 1988, 1994, 1996, 2001, Inverno 2007) alla colonia MacDowell. Le sono state conferite delle lauree ad honorem come Doctor of Arts dal Bard College, dalla University of the Arts di Philadelphia, dalla Juilliard School, dal San Francisco Art Institute e dal Boston Conservatory. Nel 1979, fu una delle protagoniste della raccolta di figurine collezionabili Supersisters, che aveva l'obiettivo di proporre modelli femminili di successo in campo politico, sportivo, sociale e culturale. Ha vinto un Obie Award nel 1985 per la sua contribuzione alla comunità Off-Broadway.
Nel 2007 ha ricevuto in Italia il premio Demetrio Stratos per la sperimentazione musicale.
Il 10 settembre 2015 ha ricevuto dal Presidente degli Stati Uniti Barack Obama una National Medal of Arts, la più prestigiosa onorificenza conferita negli Stati Uniti per meriti artistici. Inoltre le è stato conferito il Premio Dorothy e Lillian Gish nel 2017.
La sua musica è stata usata nel film True Stories (1986) di David Byrne, in Il grande Lebowski (1998) dei fratelli Coen, in Nouvelle Vague (1990) e Notre Musique (2004) di Jean-Luc Godard e in Sacrificio fatale (1991) di Michael Tolkin. L'artista Hip-Hop DJ Shadow ha campionato Dolmen Music nella sua canzone Midnight in a Perfect World contenuta in Endtroducing..... (1996). La cantante francese Camille ha reso esplicitamente omaggio a Meredith Monk nella sua canzone The Monk, contenuta nell'album Music Hole (2008), la quale ricorda le composizioni della stessa Monk per la sua struttura.

## Opere

### Opere strumentali
- Plainsong for Bill's Bojo per organo elettrico (1971)
- Paris per pianoforte solista(1972)
- Ellis Island per due pianoforti (1986)
- Window in 7's per pianoforte solista (1986)
- Parlour Games per due pianoforti (1988)
- Phantom Waltz per due pianoforti(1990)
- St. Petersburg Waltz per pianoforte solista (1994)
- Steppe Music per pianoforte solista (1997)
- Clarinet Study #4, per clarinetto solista (1999)
- Cello Study #1 per violoncello solista e voce (1999)
- Trumpet Study #1 per trombasolista (1999)
- Possible Sky per orchestra e voci (2003)
- Stringsongs  per quartetto d'archi (commissionato dal Kronos Quartet, 2004)

### Opere vocali
- 16 Millimeter Earrings per voce, chitarra e nastri (1966)
- Blueprint: Overload/Blueprint 2 per voce solista, echoplex e nastri (1967)
- Dying Swan with Sunglasses (1967)
- Blueprint (3), (4) (1968)
- Co-op (1968)
- Juice: A Theater Cantata per 85 voci, due violini e scacciapensieri (1969)
- Needle-Brain Lloyd and the Systems Kid per 150 voci, organo elettrico, chitarra e flauto (1970)
- Vessel: An Opera Epic per 75 voci, dulcimer martellato, organo elettrico e fisarmonica (1971)
- Paris per pianoforte e due voci non accompagnate (1972)
- Our Lady of Late per voce solista e un bicchiere da vino (1972)
- Education of the Girlchild: an Opera per 6 voci, organo elettrico e pianoforte (1972–73)
- Chacon per 25 voci, piano e percussioni (1974)
- Anthology and Small Scroll per voce solista, flauto dolce e pianoforte (1975)
- Venice/Milan per 15 voci e pianoforte a quattro mani(1976)
- Quarry: An Opera per 38 voci, 2 organi a pompa, 2 flauti dolci, nastri (1976)
- Songs from the Hill per voce solista non accompagnata (1976)
- Tablet per 4 voci, pianoforte a quattro mani, due flauti(1976)
- The Plateau Series per cinque voci e nastri (1977)
- Recent Ruins  per 14 voci, pianoforte e organo elettrico (1979)
- Dolmen Music per 6 voci, violoncello e percussioni (1979)
- Turtle Dreams (Waltz) per 4 voci e due organi elettrici (1980)
- Specimen Days per 14 voci, pianoforte e due organi elettrici (1981)
- View No. 2 per voce solista e pianoforte (1982)
- Tokyo Cha-Cha per 6 voci e due organi elettrici (1983)
- 2 Men Walking per tre voci e organi elettrici (1983)
- The Games per 16 voci, sintetizzatore, tastiere, cornamuse, cornamuse fiamminghe, corno cinese e rauschpfeife (1983)
- Astronaut Anthem per coro a cappella (1983)
- Panda Chant I per 4 voci (1984)
- Panda Chant II per 8 voci (1984)
- Graduation Song per 16 voci (1984)
- City Songs (1984)
- Book of Days  per 25 voci, sintetizzatore e piano oppure per 7 voci e sintetizzatore (nella versione da camera) (1985), registrato per ECM Records
- Scared Song canzone per voce solista, sintetizzatore e pianoforte (1986)
- I Don't Know canzone per voce solista e pianoforte (1986)
- Double Fiesta per voce solista e due pianoforti (1986)
- String per voce solista (1986)
- Duet Behavior per due voci (1987)
- The Ringing Place per 9 voci (1987)
- Cat Song per voce solista (1988)
- Processional per pianoforte solista e voce (1988)
- Light Songs per voce solista (1988)
- Fayum Music per voce, dulcimer martellato e ocarina doppia (1988)
- Book of Days (film score)per 10 voci, violoncello, ciaramella, sintetizzatore, dulcimer martellato, cornamusa e ghironda (1988)
- Atlas: An Opera in Three Partsper 18 voci e due tastiere, clarinetto, clarinetto basso, sheng, sassofono in bambù, 2 violini, viola, 2 violoncelli, corno, percussioni, ciaramella (1991)
- Three Heavens and Hells per 4 voci (1992)
- Volcano Songs (Duet) per 2 voci (1993)
- St. Petersburg Waltz per piano solista e due voci (1993)
- New York Requiem per voce solista e pianoforte (1993)
- Volcano Songs (Solo) per voce solista, voce con voci registrate e pianoforte (1994)
- American Archaeology #1: Roosevelt Island per 9 voci, organo, basso, tamburo medievale e ciaramella (1994)
- Star Trek: Envoy per aver composto/diretto e suonato nella Den-Kai/Krikiki Ensemble (1995)
- Nightfall per 16 voci (1995)
- The Politics of Quiet per 10 voci, 2 tastiere, corno, violino e cetra (1996)
- Magic Frequencies per 6 voci, 2 tastiere, percussioni, theremin e violino (1998)
- Cello Study #1 per violoncello solista e voce (1999)
- Eclipse Variations per 4 voci, esraj e campionatore (2000)
- Micki Suite per 4 voci (2000)
- Mercy per 7 voci, 2 tastiere, percussioni, strumenti ad aria, violino (2001)
- When There Were Work Songs per complesso vocale (2002)
- Last Song per voce solista e piano (2003)
- Impermanence (part 1) per 8 voci, piano, tastiera, marimba, vibrafono, percussioni, violino, strumenti ad aria e ruota di bicicletta (2004)
- Night per 8 voci, cetra e orchestra da camera(1996/2005)
- impermanence (part 2) per 8 voci, piano, tastiera, marimba, vibrafono, percussioni, violino, strumenti ad aria e ruota di bicicletta (2006)
- Songs of Ascension complesso vocale, strumenti ad aria percussioni, shruti box e quartetto a corde (2006)
- Basket Rondo per 6 voci (2007)
- Weave per voci soliste, coro e orchestra (2010)
- Quilting per 9 voci (2011)
- On Behalf of Nature per 8 voci, violino, tastiera, corno, clarinetto, clarinetto basso e contrabbasso, flauto, vibrafono, marimba e percussioni (2013)

## Filmografia parziale

### Regista
- 1982 : Ellis Island - cortometraggio
- 1989 : Book of Days

## Discografia

### Album
- 1978 - Key
- 1979 - Songs from the Hill
- 1980 - Dolmen Music
- 1983 - Turtle Dreams
- 1986 - Our Lady of Late
- 1987 - Do You Be
- 1990 - Book of Days
- 1992 - Facing North
- 1991 - Atlas
- 1997 - Volcano Songs
- 2000 - Eclipse Variations
- 2002 - Mercy
- 2008 - Impermancence
- 2011 - Songs of Ascension
- 2014 - Piano Songs
- 2016 - On Behalf of Nature
- 2020 - Memory Game